# The Kidnappers
The Little Kidnappers, Brasil: Pequenos Raptores , é um filme britânico de 1953 dirigido por Philip Leacock e escrito por Neil Paterson.
O filme faz parte da lista dos 1000 melhores filmes de todos os tempos do The New York Times.

## Ligações Externas
- Pequenos Raptores. no IMDb.